# Bitter Sweet & Twisted
Bitter Sweet & Twisted — второй студийный альбом английской рок-группы The Quireboys, выпущенный в 1993 году на лейбле EMI. Альбом достиг 31 строчки чарта UK Albums Chart.. Продюсером большинства песен с альбома стал Боб Рок, работавший до этого с Metallica, Mötley Crüe и The Cult. «Don't Bite the Hand» и кавер-версия «Brother Louie» были спродюсированы работавшим с The Rolling Stones Крисом Кимси.

## Список композиций
| №   | Название                                     | Автор(ы)                                 | Длительность |
| --- | -------------------------------------------- | ---------------------------------------- | ------------ |
| 1.  | «Tramps and Thieves»                         | Джонатан Грэй, Гай Бэйли                 | 4:27         |
| 2.  | «White Trash Blues»                          | Крис Джонстоун, Грэй, Гай Гриффин, Бэйли | 4:44         |
| 3.  | «Can’t Park Here»                            | Грэй, Бэйли                              | 2:49         |
| 4.  | «King of New York»                           | Грэй, Джим Валланс, Бэйли                | 5:39         |
| 5.  | «Don't Bite the Hand»                        | Бэйли, Гриффин, Грэй                     | 3:22         |
| 6.  | «Last Time»                                  | Грэй, Бэйли                              | 4:37         |
| 7.  | «Debbie»                                     | Грэй, Бэйли                              | 4:31         |
| 8.  | «Brother Louie» (кавер-версия Hot Chocolate) | Эррол Браун, Тони Уилсон                 | 3:25         |
| 9.  | «Ode to You (Baby Just Walk)»                | Грэй, Бэйли                              | 4:54         |
| 10. | «Hates to Please»                            | Грэй, Бэйли                              | 5:13         |
| 11. | «My Saint Jude»                              | Грэй, Бэйли                              | 3:40         |
| 12. | «Take No Revenge»                            | Джонстоун, Грэй, Бэйли                   | 4:08         |
| 13. | «Wild, Wild, Wild»                           | Грэй, Бэйли                              | 4:31         |
| 14. | «Ain't Love Blind»                           | Боб Рок, Грэй, Бэйли                     | 4:21         |

Японское издание альбома включает бонус-диск с концертыми версиями «Hey You», «Sweet Mary Anne» и «Tramps and Thieves».

## Участники записи
The Quireboys
- Спайк — вокал, блюзовая губная гармоника, акустическая гитара
- Гай Бэйли — гитара, мандолина, вокал
- Гай Гриффин — гитара, ситар, вокал
- Найджел Могг — бас-гитара, вокал
- Крис Джонстоун — фортепиано, Hammond B3, клавинет
- Руди Ричман — ударные, перкуссия

Дополнительные музыканты
- Боб Бакли — аранжировщик струнных